# 33600 Davidlu
33600 Davidlu è un asteroide della fascia principale. Scoperto nel 1999, presenta un'orbita caratterizzata da un semiasse maggiore pari a 2,4710947 UA e da un'eccentricità di 0,0995929, inclinata di 7,04275° rispetto all'eclittica.